# Vierkirchen
Vierkirchen es un municipio situado en el distrito de Görlitz, en el estado federado de Sajonia (Alemania), a una altitud de 250 metros. Su población a finales de 2016 era de unos 1700 habs. y su densidad poblacional, 48 hab/km².